# Ise (1917)
El Ise (伊勢?) fue el primer acorazado de la clase Ise de la Armada Imperial Japonesa, constituía clase con el Hyuga. Construido en los astilleros de Kawasaki en Kōbe, botado el 12 de noviembre de 1916 y completado el 1 de diciembre de 1917, en principio debía ser el tercer miembro de la clase Fusō, pero problemas de armamento poco potente y protección insuficiente de esa clase forzaron un rediseño y nueva clasificación.

## Historial de servicio

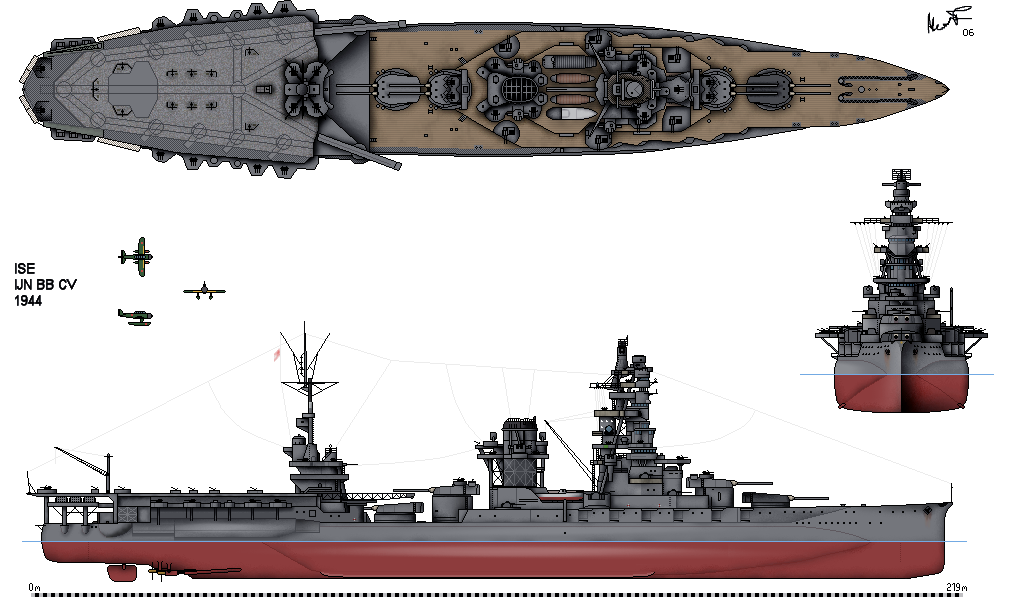
Configuración del Ise en 1944.

Una vez botados, fueron en su momento los buques con mayor cantidad de artillería a bordo. Portaba 6 torretas dobles de 356 mm, lo que unido a una manga de casi 34 metros, que le proporcionaban gran estabilidad, lo hacían una excelente plataforma artillera. Su desplazamiento y armamento eran todavía aceptables al inicio de la Segunda Guerra Mundial, pero debido a su relativamente escasa velocidad máxima, gran tripulación y elevado consumo de combustible, junto a la falta de una tarea determinada a desempeñar, llevaron a que nunca trabase combate como acorazado.
Tras la batalla de Midway, el Ise fue dotado de un radar tipo 21 y junto al Hyuga fueron reconvertidos gracias a su gran capacidad de ingeniería naval, en un híbrido de acorazado y portaaviones. Sus torretas de popa fueron eliminadas y reemplazadas por un hangar muy elevado, una cubierta de lanzamiento cementada y catapultas. 
Su grupo aéreo estaba compuesto por 14 bombarderos en picado Yokosuka D4Y y 8 hidroaviones Aichi E13A. Todos los aparatos eran catapultados, pero los bombarderos en picado debían forzosamente aterrizar en algún portaaviones o en bases terrestres. Solo los hidroaviones podían regresar al Ise, debiendo amarar junto al buque y ser izados posteriormente a la cubierta mediante grúas, lo cual limitaba su capacidad como portaaviones por la poca flexibilidad táctica, y como acorazado, por su reducción de capacidad de fuego. En suma se puede decir que resultó una conversión desafortunada para los intereses japoneses.
En su nueva configuración participó en el plan Sho-1 como parte de la flota-cebo de Ozawa para distraer a Halsey y su flota y apartarlas de las Filipinas para facilitar las operaciones de la flota de Kurita. Resultó medianamente dañado en la batalla de Cabo Engaño.

### Hundimiento

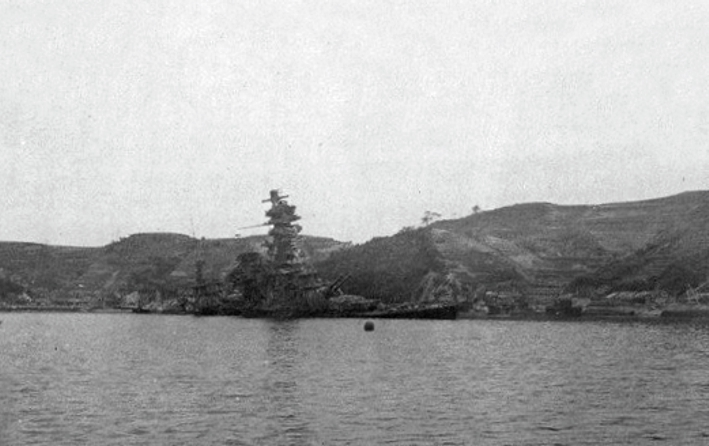
El acorazado Ise tras el ataque que lo dejó fuera de servicio.

El 24 de julio de 1945 fue atacado por la aviación británica y recibió dos impactos directos y tres próximos de bombas de 500 kilogramos. Al día siguiente recibió nuevamente el impacto de tres bombas de 500 kilogramos y el impacto de dos torpedos con 850 kilogramos de TNT, desprendiéndose varias de las defensas antiaéreas y partes del casco. Los trabajos en la reparación empezaron el día 26 de julio, pero se detuvieron esa misma tarde cuando, al estar terminada la reparación en un 40 o 60%, el barco recibió el impacto de cuatro bombas antiblindaje de 1000 kilogramos que destruyeron el puente, las defensas antiaéreas y causaron incendios y explosiones graves: el Ise fue declarado siniestro total y se dio la orden de abandonarlo, permaneciendo a bordo solamente los electricistas, pero tras un nuevo ataque nocturno sufrido el mismo día -en el cual quedó deshabilitado el generador eléctrico- también abandonaron el buque. El final del Ise llegó a la mañana siguiente cuando, tras haber sido acertado por siete bombas de 500 kilogramos de aviones B-24 otras dos de aviones navales y dos torpedos, comenzó a zozobar hasta quedar inclinado 30° a estribor tras haber entrado demasiada agua en la línea de flotación. Tras un nuevo ataque sufrido el 28 de julio,el casco se incendió y explotaron la cubierta de vuelo y el hangar. Fue desguazado en el mismo lugar durante 1946 y 1947.